# سولومون (کانزاس)
سولومون (به انگلیسی: Solomon) شهری در ایالت کانزاس کشور ایالات متحده آمریکا است که جمعیت آن در سرشماری سال ۲۰۱۰ میلادی، ۱٬۰۹۵ نفر بوده‌است.